# فرنسين ريفرز
فرنسين ريفرز (بالإنجليزية: Francine Rivers)‏ (و. 1947  م) هي مؤلفة، وروائية، وكاتِبة أمريكية، ولدت في الولايات المتحدة.

## التعليم
تعلمت في University of Nevada, Reno ‏.

## وصلات خارجية
- فرنسين ريفرز على موقع IMDb (الإنجليزية)
- فرنسين ريفرز على موقع ميوزك برينز (الإنجليزية)
- فرنسين ريفرز على موقع قاعدة بيانات الفيلم (الإنجليزية)

- فرنسين ريفرز في قاعدة بيانات الأفلام على الإنترنت